# Philorus taiwanensis
Philorus taiwanensis är en tvåvingeart som beskrevs av Kitakami 1937. Philorus taiwanensis ingår i släktet Philorus och familjen Blephariceridae.
Artens utbredningsområde är Taiwan. Inga underarter finns listade i Catalogue of Life.